# Vaszary János (festő)

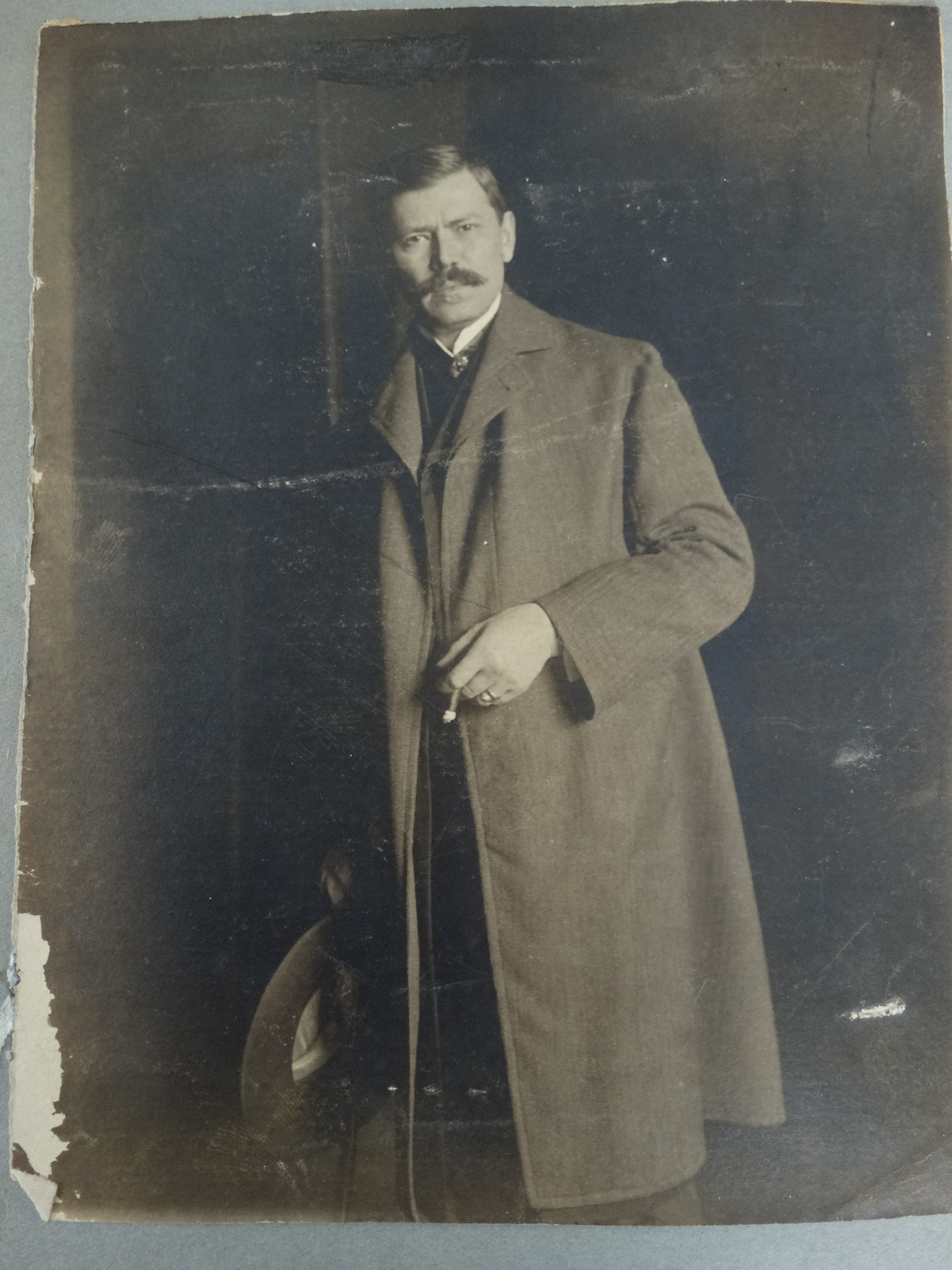
Vaszary János

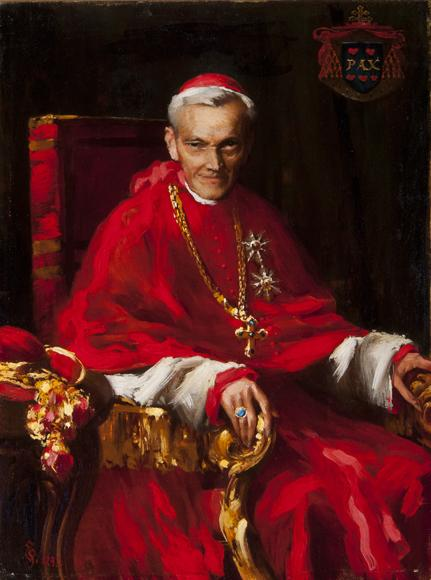
Vaszary Kolos hercegprímás portréja (1895)

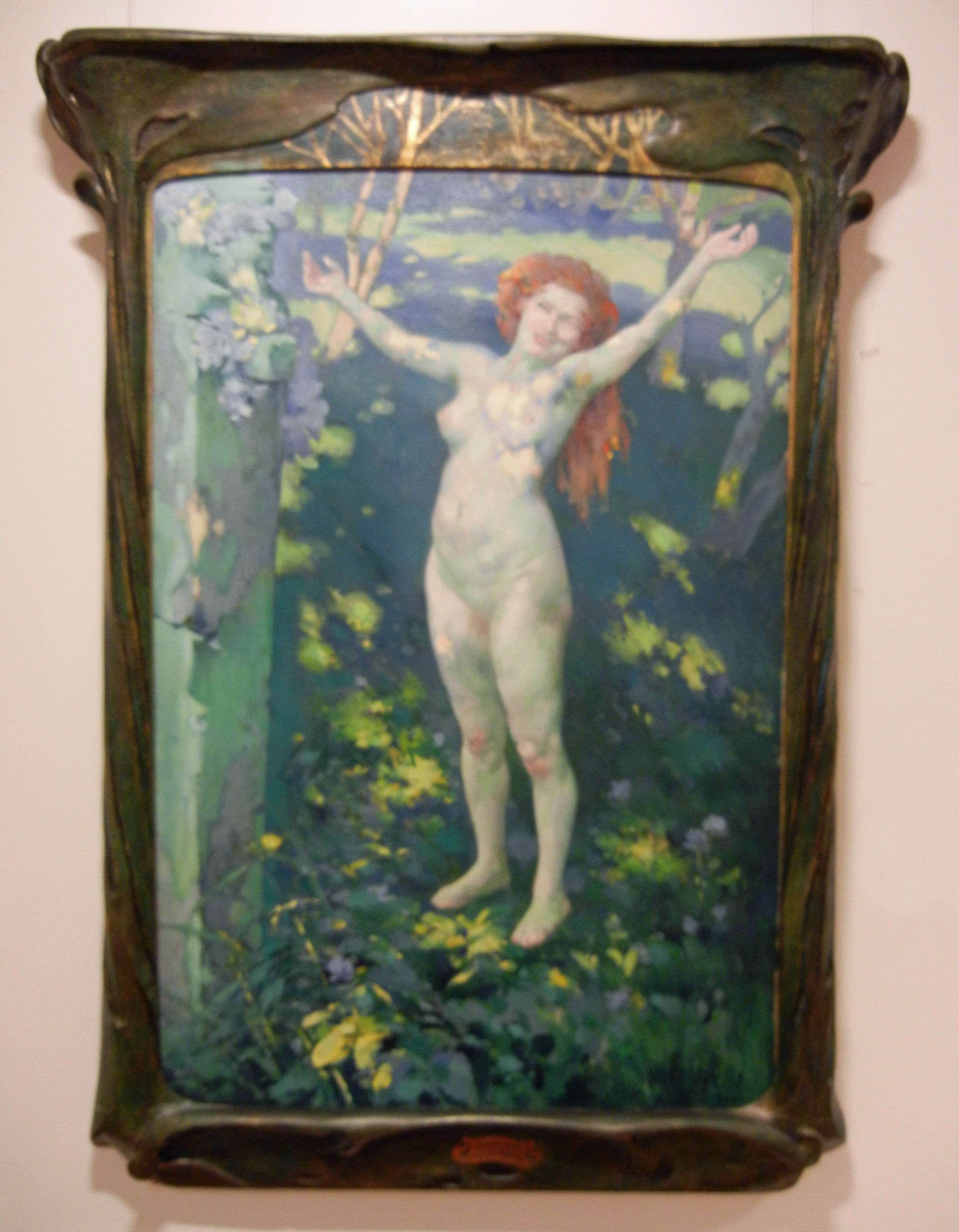
Az élet forrása (1899)

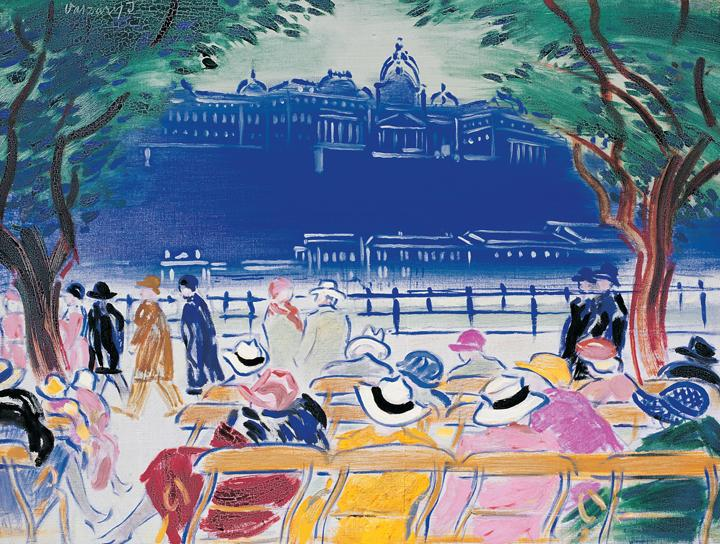
Korzó (1934)

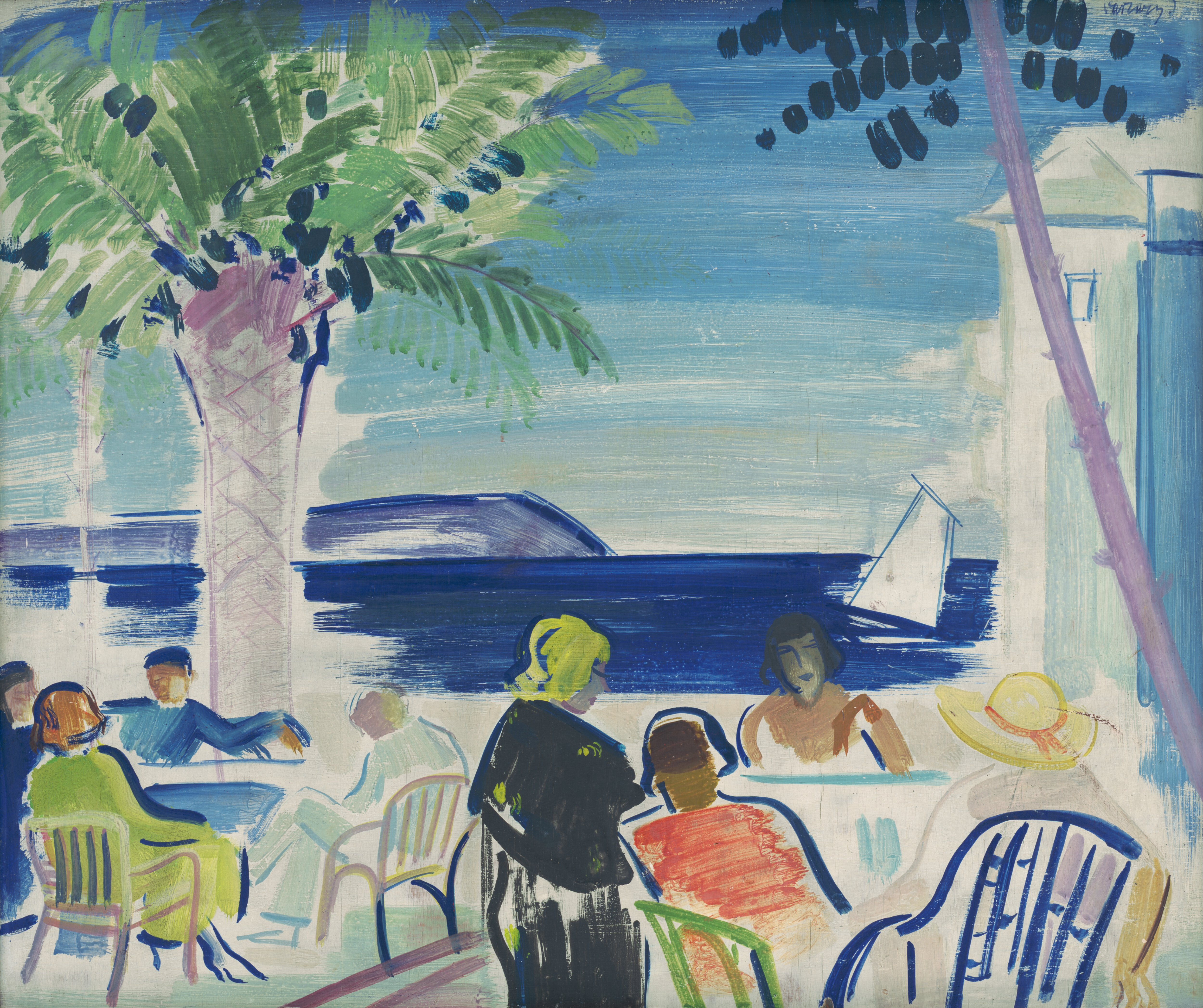
Francia Riviéra

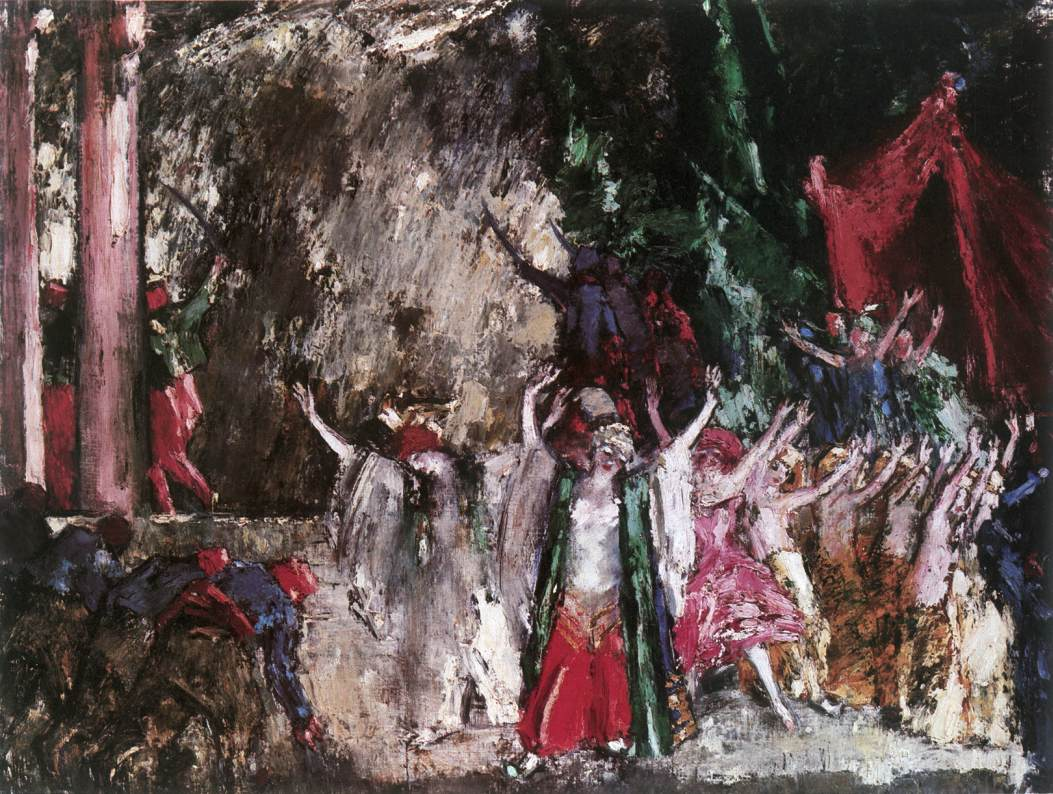
Finálé (1923)

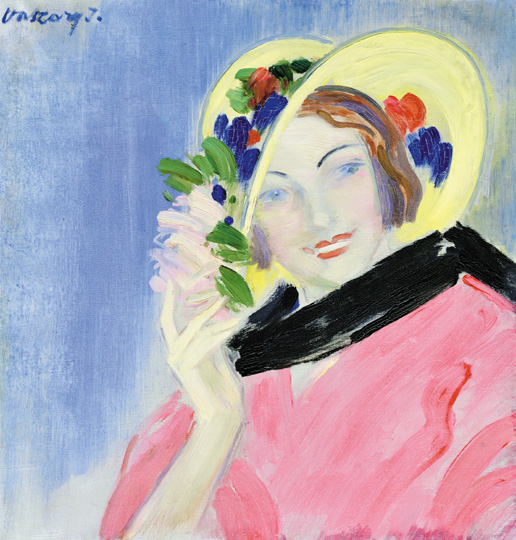
Virágos kalapos hölgy

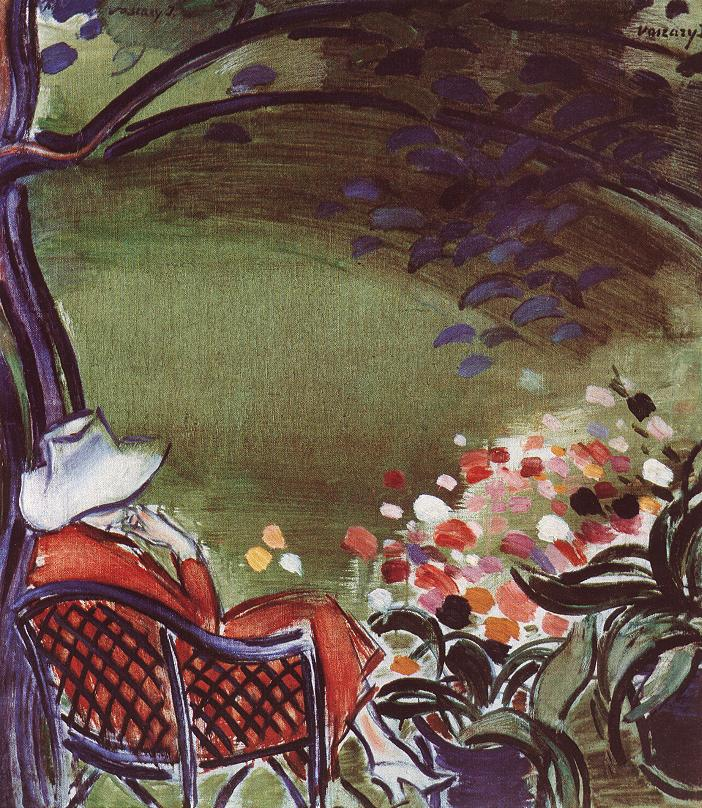
Nő kerti székben (1930 k.)

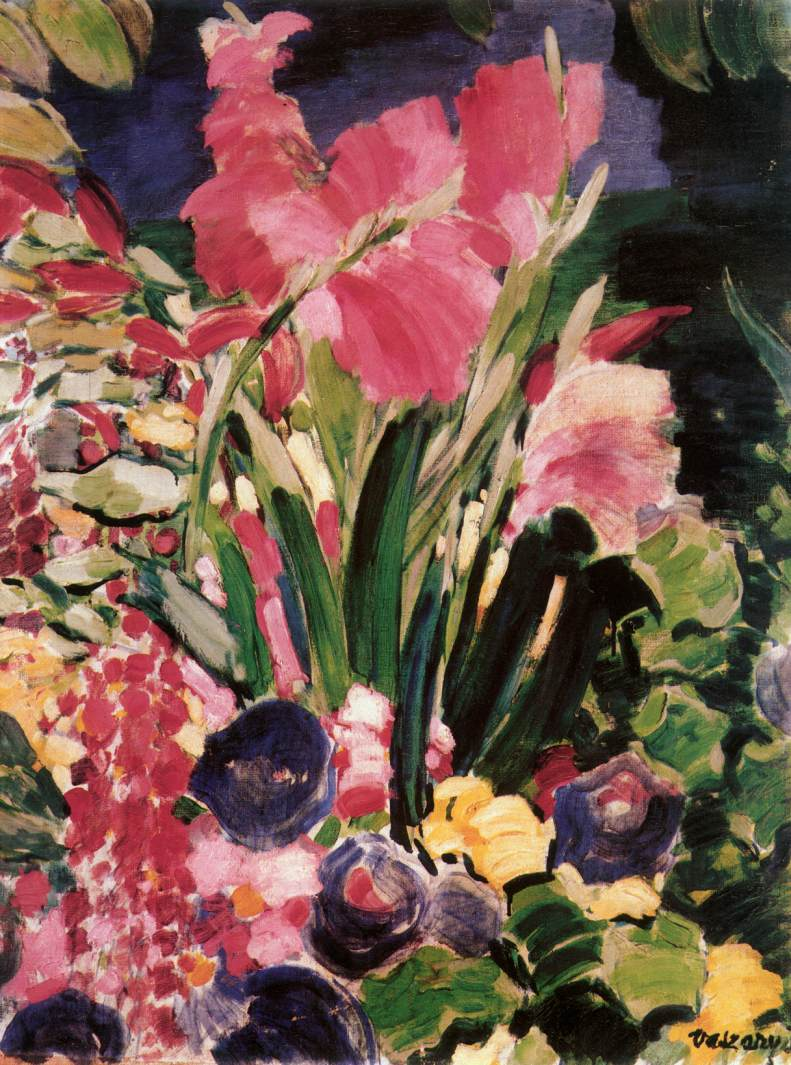
Gladioluszok (1938)

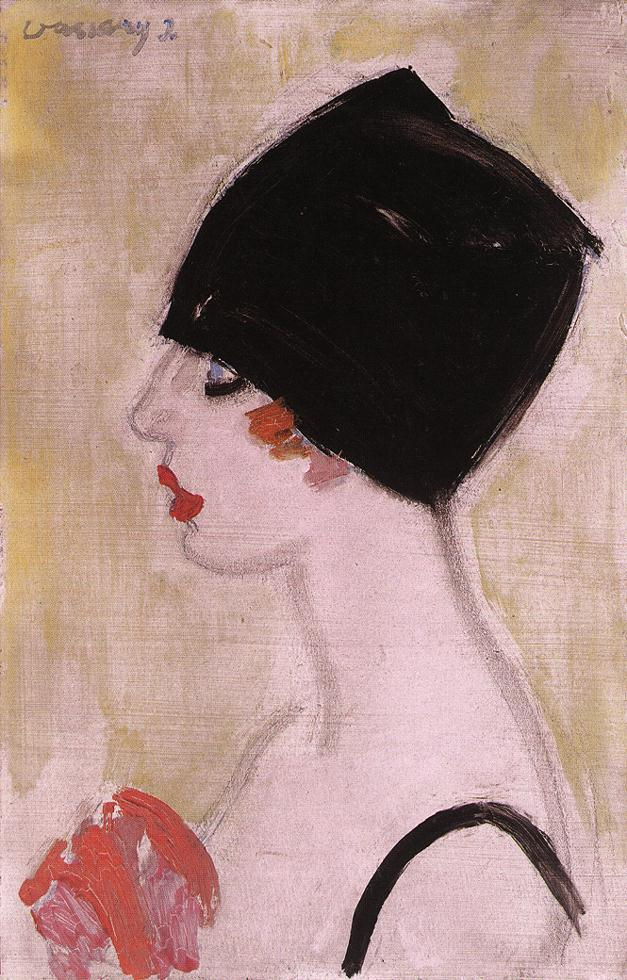
Nő profilban fekete turbánnal (1930 k.)

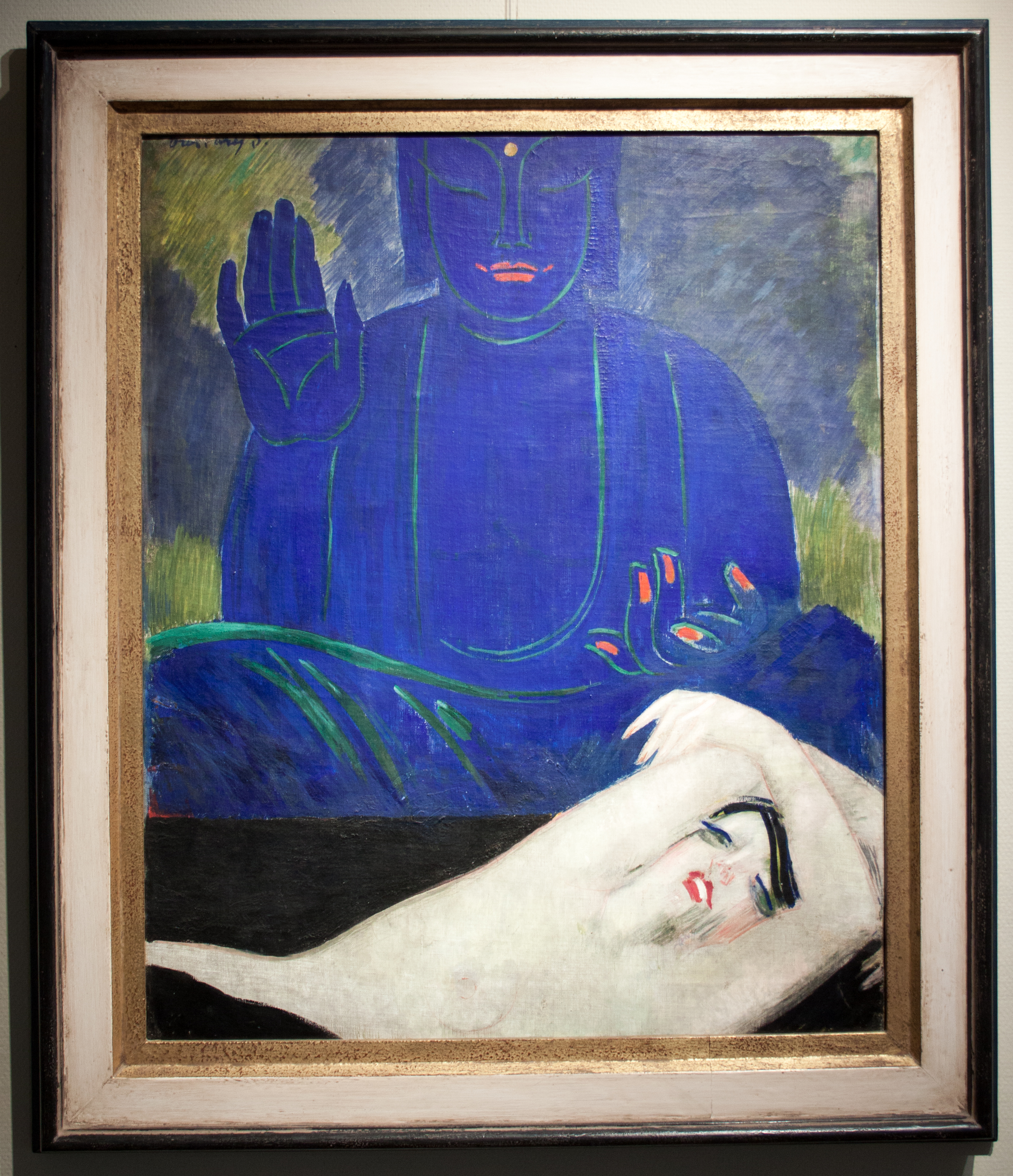
Akt Buddhával

Vaszary János (teljes nevén: Vaszary János Miklós) (Kaposvár, 1867. november 30. – Budapest, 1939. április 19.) magyar festőművész és grafikus.
A 19–20. század fordulóján és a 20. század első harmadában a képzőművészet európai irányait behatóan ismerte, s alkalmazta festészetében, grafikáin, gobelin munkáin. Összességében leginkább a francia posztimpresszionizmust, art nouveau-t és a hazai nagybányai plein air stílust lelhetjük fel alkotásaiban.

## Életpályája
Elszegényedett nemesi származású római katolikus családban született. Apja, Vaszary Mihály (Keszthely, 1827. július 13. – Kaposvár, 1892. augusztus 13.), fiatalkorában először uradalmi ispán, majd Kaposváron tanár, anyja, Szabó Kornélia volt. Nagyszülei Vaszary Antal (Keszthely, 1797. július 16. – ?) szűcsmester és nemes Szabó Anna voltak; Vaszary Antal féltestvére Vaszary Kolos esztergomi érsek volt.
A Mintarajziskolában Székely Bertalannál és Greguss Jánosnál kezdte tanulmányait. 1887 után előbb Münchenben von Hacklnál és von Löfflitznél tanult. Bastien-Lepage francia festő Münchenben kiállított képeinek hatására Párizsba ment, s ott 1899-ben beiratkozott a Julian Akadémiára. A legnagyobb hatással Hollósy Simon és a körülötte csoportosuló nagybányai művésztelep festői voltak rá, művészete azonban mindvégig francia ihletettségű maradt.
Korai művei a szecesszióhoz közelítő gobelinek magyar népművészeti motívumokkal. Pierre Puvis de Chavannes hatása fedezhető fel olyan szecessziós jellegű festményein, mint a Bizánci Madonna, Aranykor. Később visszatért a realista-naturalista megfogalmazású életképekhez. (Részes aratók, 1901; Szolgalegény, 1902; Aranykor, 1897–98). Sokat utazott. Az 1900-as évek első évtizedének második felében a francia impresszionizmus hatása érződik képein (Álarcos bál, 1907; Tatai strand, 1909), majd Raoul Dufy és Kees van Dongen fauvisták hatása alá került.
Az 1905-ben már beérkezett festőművész, a „Részes aratók” című festményét Ferenc József a budai vár részére vásárolta meg.
1905 nyarát jövendőbeli felesége, Rosenbach Mária (Mimi) megyéjében, Nógrádban, Rétságon töltötte. Két impresszionista festménye készült ekkor: a „Nógrádi parasztasszonyok” és a „Pihenő nógrádi búcsúsok”.
1905. november 6-án Budapesten feleségül vette Mimit, Rosenbach Sándor és Strahler Anna leányát.
Az ezt követő években a Rosenbach-birtok eladásából vették meg a tóvárosi telket, ahol a Toroczkai Wigand Ede által tervezett és 1911-ben megépített tóvárosi műtermes házban (Művész köz 1.) az 1910-es évektől gyakran tartózkodott haláláig. A villa a székely lakóház épületelemeit tartalmazza, mint a székely fafaragó művészetnek díszítő elemeit. Az 1916–1919 közötti esztendőkben Vaszary ki sem mozdult Tatáról. Számos művét festette villájában és a városban (pl. „Tatai strand”, „Tatai park”, „Lovasok a parkban”). 1920-ban hagyta el Tatát.
Az első világháború alatt drámai hatású képeket festett a frontokról (például Katonák egy kárpáti faluban, 1915; Katonák a hóban, 1916), ezen művein érezhető legjobban a német expresszionisták hatása. Röviddel a háború után még uralkodott festészetében a drámai hangvétel (lásd Golgotha c. képét). Azonban hamarosan ismét Párizsba utazott, s visszatért a francia piktúra hagyományaihoz. Gyors, laza, könnyed ecsetvonású képei készültek ekkor, talán legjellemzőbb a Parkban című és a Női portré.
„A természetből csak kiindulni, vagy arra szuggesztív erővel emlékeztetni is elég.” – vallotta az 1920-as években. Temperamentumos festészetére ez az elv mindvégig jellemző maradt, lényegében a magyar avantgárd felé nyitott.
1920-tól tíz éven át a Lyka Károly által újjá szervezett Képzőművészeti Főiskola tanára volt, az 1932-ben bekövetkezett nyugdíjazásáig, 1923-tól az Új Művészek Egyesülete alapító tagja és elnöke, 1924-ben a Képzőművészek Új Társasága egyik alapító tagja. Kiváló mester volt a főiskolán, oktatta az új stílusirányokat, s maga is mind kipróbálta őket. Egyéni stílusát mindvégig a lendületes, vázlatos ecsetkezelés jellemezte (Birskörték, 1918; Ébredés, 1921). 1926-ban a Tihanyi Biológiai Intézettől kapott megrendelést freskók festésére.
Már húszéves kora előtt kiállító művész volt a Nemzeti Szalonban (1898, 1902, 1906, 1912), 1912-ben a Művészházban is volt kiállítása. 1916-ban mint hadi festő állította ki képeit a sajtóhadiszálláson. 1909, 1920 és 1924-ben az Ernst Múzeumban volt kiállítása. 1922-ben a Helikon Szalonban volt gyűjteményes kiállítása. 1928-ban az UME által rendezett kiállításon vett részt.
Az 1928. évi XVI. Velencei biennálé nemzetközi kiállítás magyar anyagának elrendezését Vaszary szervezte, munkája elismeréseképpen olasz állami díjjal tüntették ki, ugyanitt Virágcsendélet c. képét megvásárolta az olasz állam. 1929-ben a magyar művészet nürnbergi bemutatkozásán vett részt, a nürnbergi múzeum Strand c. képét vásárolta meg. Az UME genovai bemutatkozásán aranyéremmel jutalmazták, Tengeri fürdő c. képét a nervi Galleria d'arte moderna vásárolta meg. 1933-ban a debreceni Déri Múzeumban volt gyűjteményes kiállítása.
Művészeti elveiről 1922-ben jelent meg könyve Természetlátás és képszerűség címmel. Az Est-lapok számára számára grafikákat és illusztrációkat készített, egyben itt e lapoknál is publikálta művészetfelfogását, amely a művész és a művészeti stílus megválasztásának szabadságáról szólt, s a századforduló festészeti irányzatairól nyújtott értékelést.
Nyugalomba vonulása után sem pihent: nappal festett, este a szakirodalmat tanulmányozta. Amikor szívbetegsége jelentkezett, elhatározta az 1930-as évek végén, hogy a budapesti, Attila körúti lakásából végleg Tatára költözik. Váratlan halála – 1939. április 19-én – ezt megakadályozta; itt, a Tabánban hunyt el. Farkasréten ravatalozták fel, majd Tatára vitték, ahol április 22-én az Almási úti temetőben helyezték örök nyugalomra. Felesége, aki élete végéig hűséges ihletője volt, 1942. július 4-én halt meg. Holttestét július 5-én helyezték férje mellé. Nyughelyüket a temetőben hatalmas emlékkő őrzi. A rajta levő kiemelt véset szövege:
Vaszary János festőművész lánglelkének porhüvelye.
Menj a szívemre, s légy az enyém újra, mint egykor, május idején.
Halála után Farkas Zoltán emlékezett meg róla a Nyugatban.

## Művei aukciókon, gyűjteményekben
- Vaszary János 1092 festménye a BudapestAukcio adatbázisában

## Művei (válogatás)

### Festmények
- 1887 Fiatalkori önarckép (olaj, vászon, 44 x 31 cm; MNG, Budapest)
- 1894 Fekete kalapos nő(wd) (olaj, vászon, 34 x 27 cm; MNG)
- 1895 Női portré (olaj, vászon, 120 x 85 cm; Rippl-Rónai Múzeum, Kaposvár
- 1896 Szent Péter és Szent Pál (Az esztergomi belvárosi templom főoltárképe)[11]
- 1897–98 Aranykor (olaj, vászon, 92,5 x 132 cm; MNG)
- 1899 A Tavasz visszatérése (Az eleven kulcs)(wd) (olaj, vászon, 134 × 90,5 cm; MNG)
- 1900 Lilaruhás nő macskával (olaj, vászon, 150 x 40 cm; magántulajdonban)
- (1900 körül) Álló akt (olaj, vászon, 56,3 x 47 cm; Rippl-Rónai Múzeum, Kaposvár)
- 1901 Részes aratók
- 1901 Kenese(wd) (olaj, fa, 25,5 × 39,5 cm; MNG)
- 1902 Szolgalegény (olaj, vászon, 190 x 110 cm; MNG)
- 1902 Toilette(wd) (olaj, fa, 41 × 26,5 cm; MNG)
- 1902 Ünneplők(wd) (olaj, vászon, 116 × 94 cm; MNG)
- 1903 Fürdő után(wd) (olaj, vászon, 146 x 130,5 cm; MNG)
- 1903 Felhő a Balaton felett(wd) (olaj, vászon, 70 × 83,5 cm; MNG)
- 1904 Somogyi legény lovakkal (olaj, vászon, 100 x 120,5 cm; MNG)
- 1905 Monacoi kikötő (olaj, vászon, 57 x 70 cm; MNG)
- 1905 Részlet a monacói kikötőből(wd) (olaj, vászon, 56,5 × 67,5 cm; MNG)
- 1905 Pihenői nógrádi búcsúsok
- 1906 Női portré (alternatív cím: Nő macskával; olaj, vászon, 80 x 70 cm; MNG)
- 1907 Reggeli a szabadban(wd) (olaj, vászon, 77,3 x 100 cm; MNG)
- 1907 Séta a parkban (olaj, vászon, 101 x 80 cm; magántulajdonban)
- 1907 Álarcosbál (olaj, vászon, 71 x 63 cm; MNG)
- 1909 Tatai park (olaj, vászon, 80 x 120 cm; magántulajdonban)
- (1900-as évek) A művész felesége (olaj, vászon; magántulajdonban)
- 1911 Fürdőzők(wd) (olaj, vászon, 56,5 × 69,5 cm; MNG)
- 1912 Lázár feltámasztása (olaj, vászon, 121 x 209 cm; MNG)
- 1915 Katonák egy kárpáti faluban (Akvarell, papír, 433 x 596 mm; MNG)
- 1915 Nagybereznai tábori sütöde (akvarell, papír, 390 x 596 mm; MNG)
- 1915 Orosz foglyok barakkban(wd) (olaj, vászon, 100,5 × 121 cm cm; MNG)
- 1915 Oroszok visszavonulása (Vonuló foglyok)(wd) (olaj, vászon, 95,5 × 141,5 cm cm; MNG)
- 1916 Tevekaraván (Skopje)(wd) (olaj, vászon, 107,5 × 152 cm; MNG)
- 1916 Temetés a fronton (Katonatemetés)(wd) (olaj, vászon, 63,5 × 79,5 cm; MNG)
- 1918 Katonák hóban (olaj, vászon, 100 x 121 cm; MNG)
- 1919 Lovasok a parkban (olaj, vászon, 80 x 101 cm; MNG)
- (1919–1920 körül) Holttest siratása(wd) (olaj, vászon, 69,5 × 109 cm; MNG)
- 1920 Francia riviéra(wd) (olaj és tempera, fa, 50 × 60 cm; Szlovák Nemzeti Galéria(wd))
- (1920 körül) Sziklás táj (olaj, fa, 30 x 36,5 cm; MNG)
- (1920-as évek eleje) Salome(wd) (olaj, vászon, 84 × 136,5 cm; MNG)
- 1921 Ébredés (olaj, vászon, 76 x 90 cm; MNG)
- 1923 Finálé(wd) (olaj, vászon, 72 x 93 cm; MNG)
- 1926 körül Buddha akttal(wd) (olaj, vászon, 68 x 52,5 cm; MNG)
- 1927 Miramare (akvarell, papír, 495 x 396 mm; MNG)
- 1928 Parkban (olaj, vászon, 80,5 x 102 cm; MNG)
- 1929–1930 Golgota (Krisztus a kereszten)(wd) (olaj, vászon, 210 × 247 cm; MNG)
- 1930 Morfinista(wd) (olaj, vászon, 120 x 149 cm; MNG)
- 1930 Városi világítás (olaj, vászon, 100 x 80 cm; MNG)
- 1930 Reklámfények az utcán(wd) (olaj, vászon, 119,5 × 100,5 cm; MNG)
- (1930 körül) Nő kerti székben (olaj, vászon, 80,5 x 75,5 cm; MNG)
- (1930 körül) Fürdőzők(wd) (olaj, vászon, 52 x 63,5 cm; MNG)
- (1930 körül) Parkban (Veranda két nővel)(wd) (olaj, vászon, 81,5 × 104 cm; MNG)
- (1930 körül) Ernyős strandoló nőalak(wd) (olaj, vászon, 54 × 66 cm; MNG)
- 1933 Rapallo (Olasz tengeri fürdő)(wd) (olaj, vászon, 74,5 × 104,5 cm; MNG)
- 1937 Dunaparti korzó[12]
- 1936 A görög színház Taorminában(wd) (olaj, vászon, 82 × 114 cm; MNG)
- 1936 Parkban(wd) (olaj, vászon, 69,5 × 80,5 cm; MNG)
- 1937 San Remo-i orosz templom (Keleti épület)(wd) (olaj, vászon, 82 × 56  cm; MNG)
- 1937 San Remo[12]
- 1938 Gladioluszok (olaj, vászon, 86 x 65 cm; magántulajdonban)
- 1938 Alassiói strand (Alassiói tengerpart)[13]
- (1938 körül) Tengerpart strandernyőkkel (olaj, vászon, 87 x 115 cm; magántulajdonban)
- (1938 körül) Ősz (olaj, vászon, 74 x 80 cm; magántulajdonban)
- 1930-as évek Ciklámenek pohárban (olaj, vászon, 37 x 32 cm; magántulajdonban)
- 1930-as évek Akt virágok között(wd) (olaj, vászon, 102 × 81,5 cm; MNG)
- (Év nélkül) Kislány (olaj, vászon, 60 x 40 cm; magántulajdonban)
- (Év nélkül) Társaság a szabadban (Kupola a természetben) (olaj, vászon, 88 x 67 cm; Janus Pannonius Múzeum, Pécs)
- (Év nélkül) Nő profilban fekete turbánnal (olaj, karton, 46 x 30 cm; magántulajdonban)
- (Év nélkül) Vöröshajú akt (olaj, karton, 50 x 91 cm; MNG)
- (Év nélkül) Ülő kislány lilacsíkos ruhában(wd) (olaj, vászon, 100 x 81 cm; MNG)
- (Év nélkül) Tájkép(wd) (olaj, fa, 23,2 × 29,8 cm; MNG)
- (Év nélkül) Fürdő(wd) (olaj, vászon, 122 × 100,5 cm; MNG)
- (Év nélkül) Napozók a kertben(wd) (olaj, vászon, 68 × 86,5 cm; MNG)
- (Év nélkül) Krisztus siratása (Pietà)(wd) (olaj, vászon, 72 × 93,5 cm; MNG)
- (Év nélkül) Halálos ítélet(wd) (olaj, vászon, 67 × 84 cm; MNG)
- (Év nélkül) Akt virággal (Női akt az ablakban)(wd) (olaj, vászon, 102 × 81 cm; MNG)
- (Év nélkül) Hegyi táj női alakokkal(wd) (olaj, vászon, 111,3 × 79,2 cm; MNG)
- (Év nélkül) Őszi fák(wd) (olaj, vászon, 54 × 75 cm; MNG)
- (Év nélkül) Fekvő nő szabadban(wd) (olaj, vászon, 70 × 80,5 cm; MNG)
- (Év nélkül) Szobában (Interieur)(wd) (olaj, vászon, 82 × 96 cm; MNG)
- (Év nélkül) Akt fényben(wd) (olaj, karton, 50 × 70 cm; MNG)
- (Év nélkül) Parkrészlet. Vázlat(wd) (olaj, vászon, 60 × 85 cm; MNG)
- (Év nélkül) Vőfélyek(wd) (olaj, vászon, kartonra kasírozva, 28 × 42 cm; MNG)
- Balatoni tájkép[12]

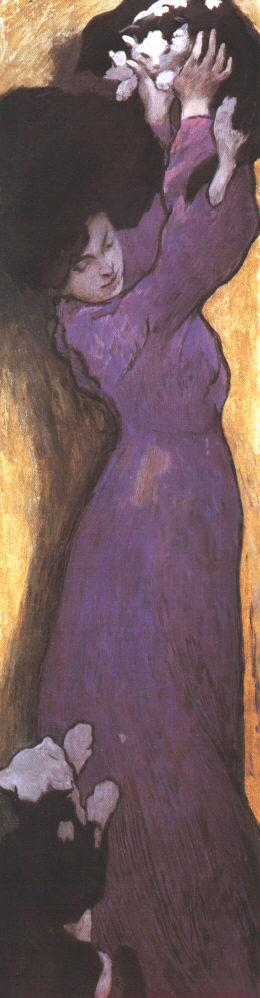
Lila ruhás nő macskával (1900)
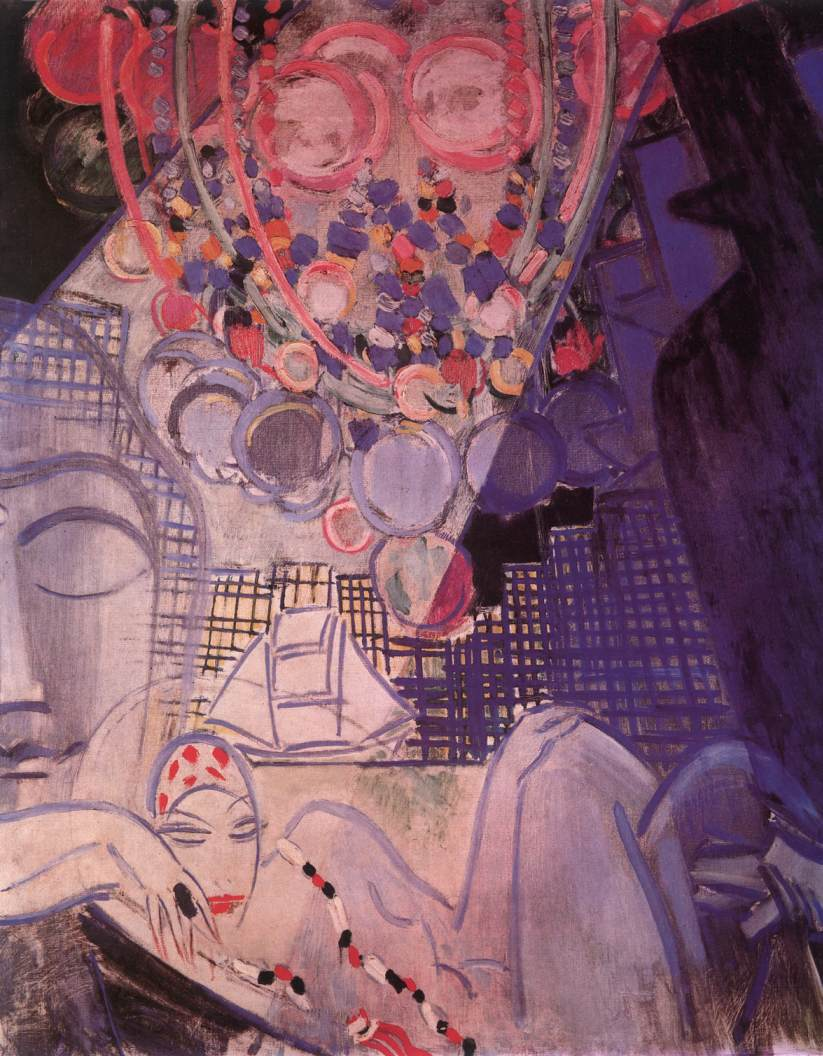
Morfinista (1930-as évek)
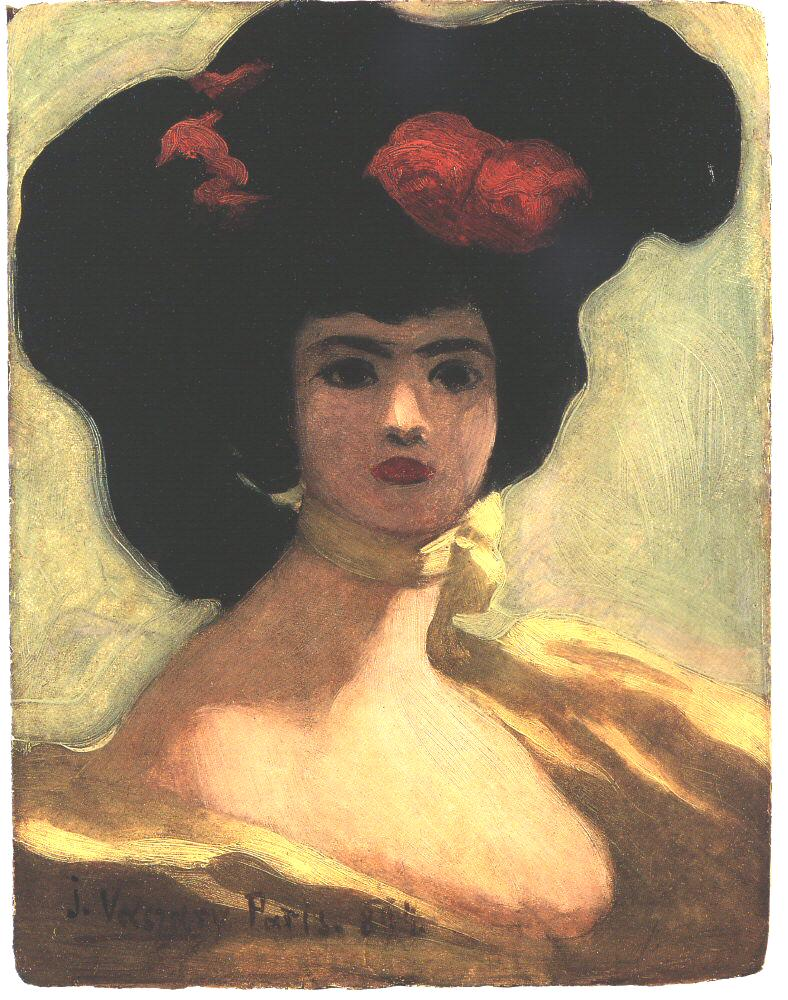
Nő fekete kalapban (1894)
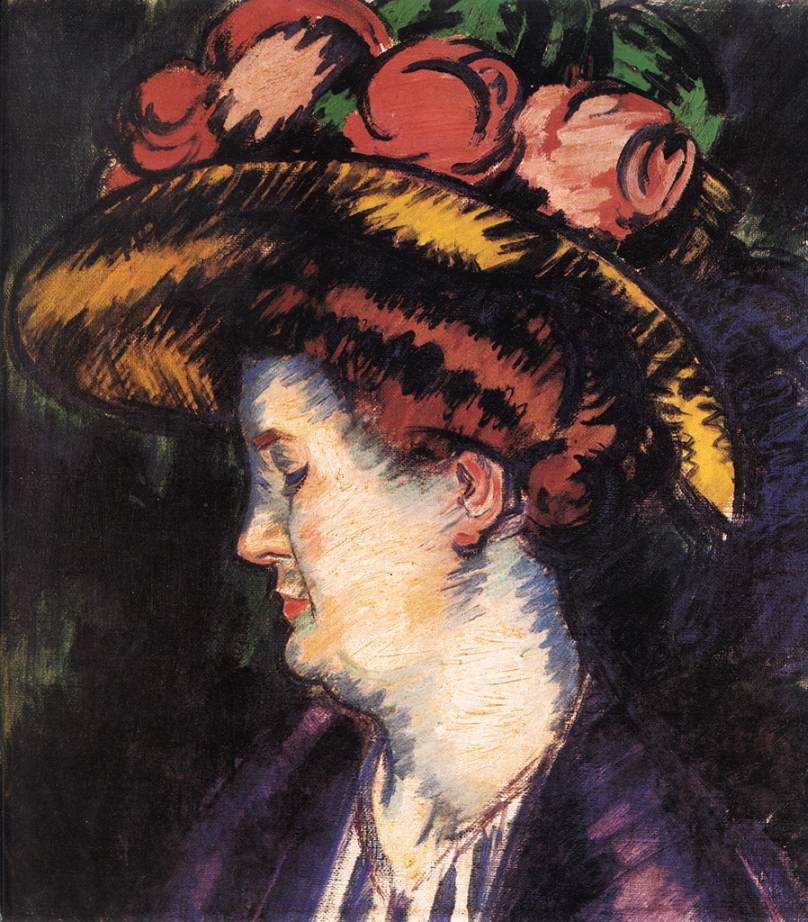
A művész felesége

### Grafikák
- 1887–88 Ülő férfiakt (szén, papír, 540 x 400 mm; MNG)
- 1900 Tavaszhoz (kréta, papír, 64,2 x 45,5 cm; MNG)
- 1903 Tavasz (színes litográfia, 32,5 x 42 cm; MNG)
- Baromfiudvar (gobelinterv) (akvarell, papír, 260 x 381 mm; MNG)
- 1904 Két nő asztal mellett (ceruza, papír, 268 x 375 mm; MNG)
- 1910 Ülő akt hátulról (tus, toll, 29,8 x 41,5 cm; MNG)
- 1911 Szintetikus vonalak (ceruza, papír, 400 x 568 mm; MNG)
- 1910 Szintetikus vonalak (Ülő hátakt) (Tus, papír, 300 x 415 mm; MNG)
- 1910 Szintetikus vonalak (Két álló nő) (tus, papír; MNG)
- 1911 Kompozíció (tus, papír, 324 x 465 mm; MNG)
- (1913 körül) Tanulmány (Aktvázlatok)(tus, papír, 433 x 298 mm; MNG)

### Szőnyegek
- 1905 Jegyespár (szőnyeg, 152 x 116 cm; Iparművészeti Múzeum, Budapest)
- 1905 Piac (gyapjúszőnyeg skandináv technikával; Iparművészeti Múzeum, Budapest)
- 1906 Mézeskalács árus (szőnyeg, 105 x 161 cm; MNG)
- 1906 A pásztor (szőnyeg, 70 x 146 cm; Móra Ferenc Múzeum, Szeged)

## Művei közgyűjteményekben (válogatás)
- Magyar Nemzeti Galéria, Budapest
- Iparművészeti Múzeum, Budapest
- Janus Pannonius Múzeum, Pécs
- Móra Ferenc Múzeum, Szeged
- Rippl-Rónai Múzeum, Kaposvár
- Galleria d'arte moderna, parchi di Nervi, Genova
- Nürnbergi Múzeum

## Emlékezete

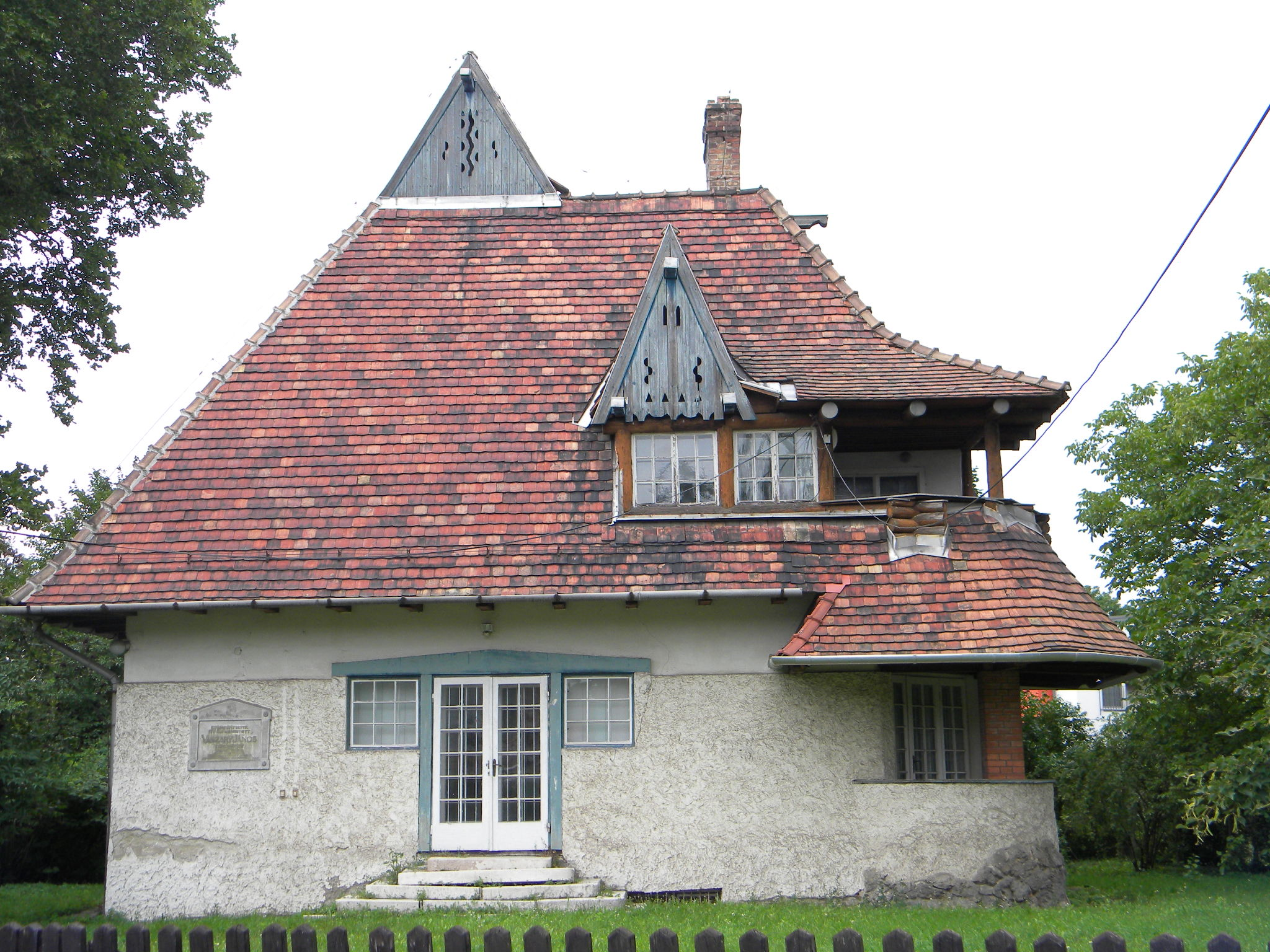
A Vaszary-villa Tatán, a Művész utcában

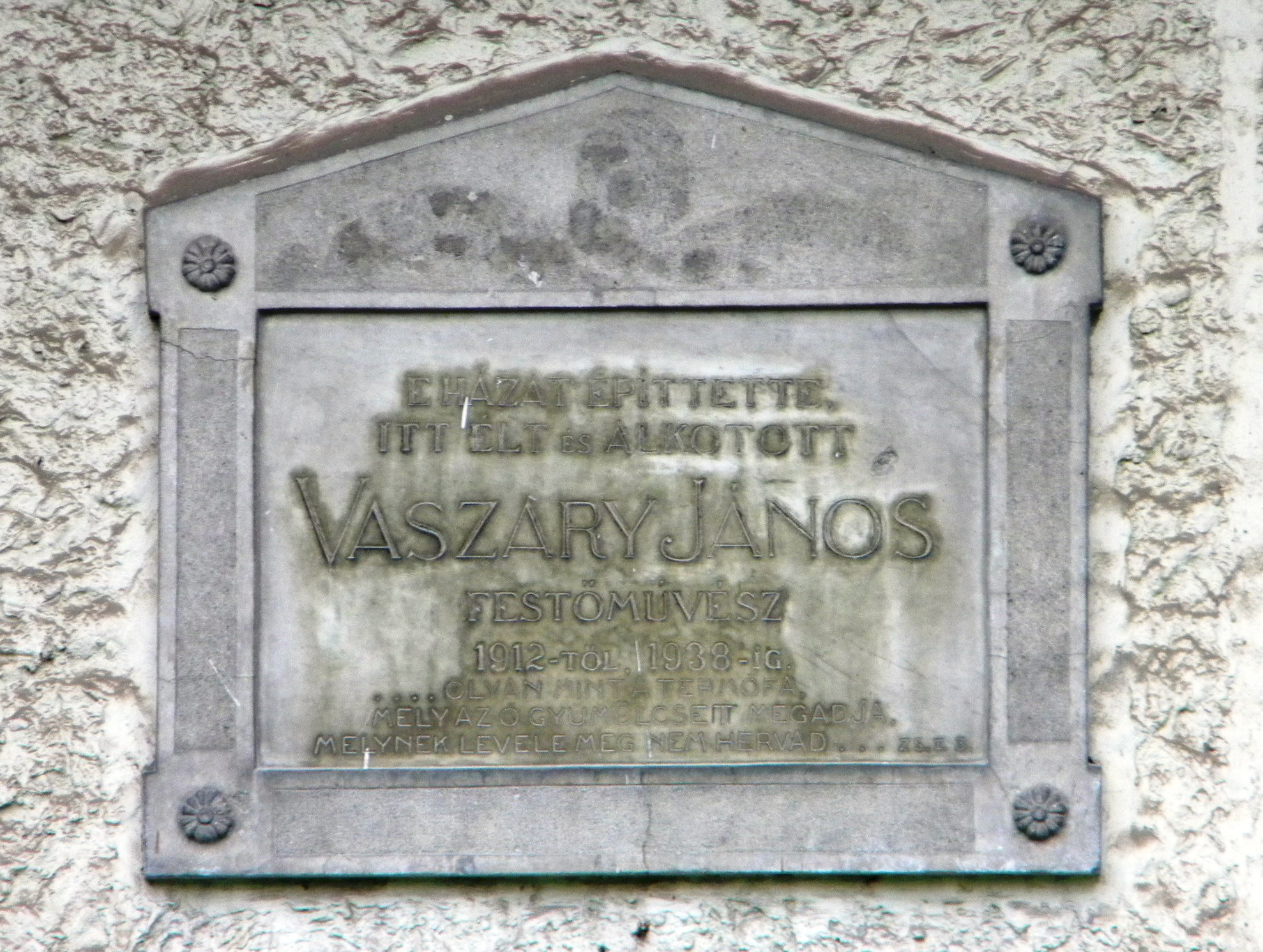
A Vaszary János-emléktábla a villa falán

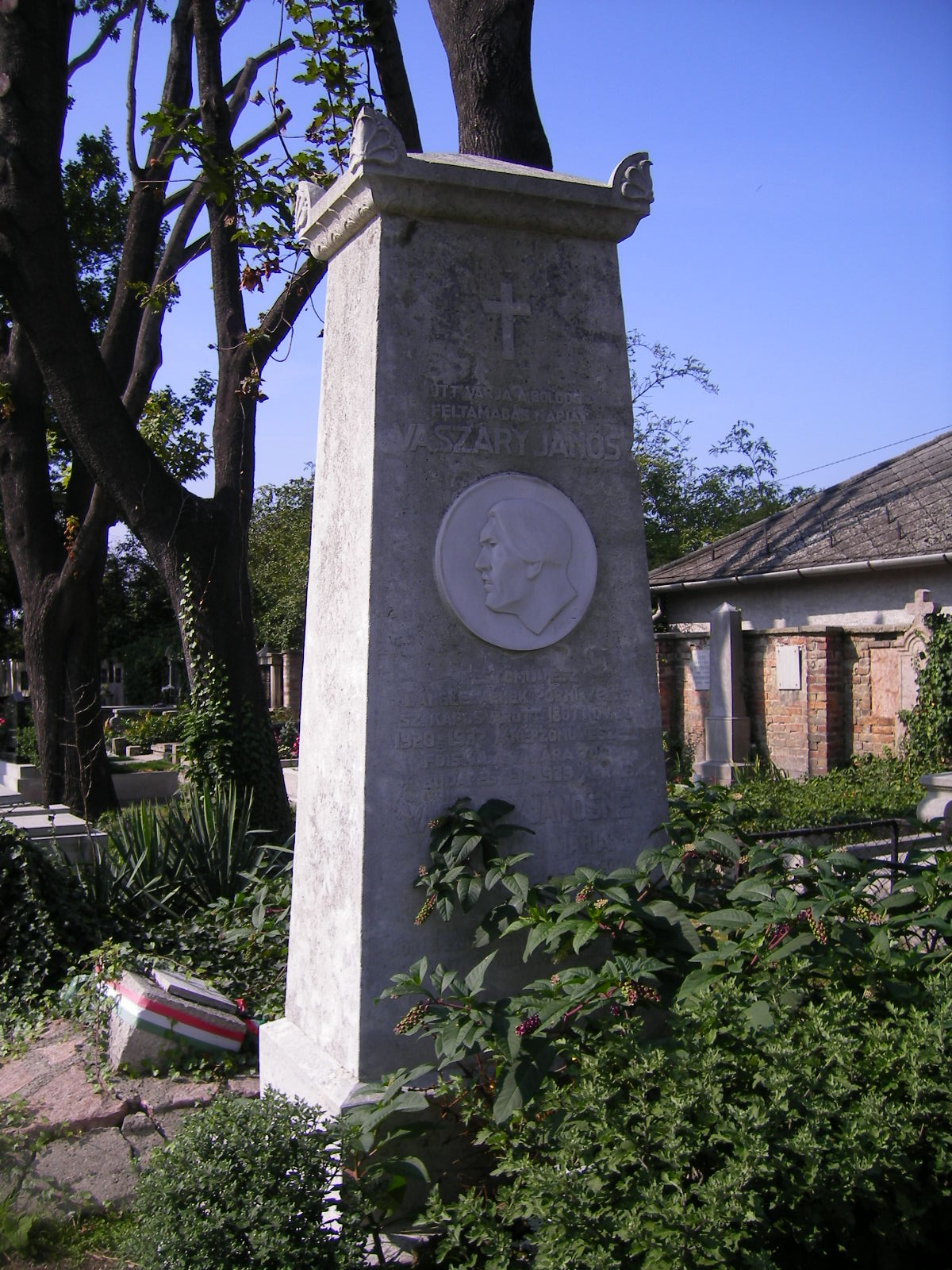
Vaszary János síremléke a tatai Almási úti temetőben

- A tatai Vaszary-villa homlokzatán 1940 körül elhelyezett emléktábla szövege:

„E házat építtette.

Itt élt és alkotott

Vaszary János

Festőművész

1912-től 1939-ig.

…Olyan, mint a termőfa,

mely az ő gyümölcsét megadja,

melynek levele meg nem hervad… Zs.I. 3.”

- A Magyar Nemzeti Galéria első ízben 1961-ben rendezett műveiből gyűjteményes kiállítást.

2007 őszén műveiből újabb tárlat nyílt, s 2008 februárjáig volt látogatható. Erre a kiállításra külföldi és hazai magángyűjteményekből is érkeztek festmények.
2016-ban az intézmény alagsori raktárában negyven, korábban ismeretlen művét fedezték fel; ennek huszonnégy válogatott és restaurált darabjából 2022 szeptemberétől 2023 januárjáig Vaszary. Az ismeretlen ismerős címmel rendeztek időszaki kiállítást.
Vaszary népszerűségét jól mutatja, hogy a nagy érdeklődésre való tekintettel a Magyar Nemzeti Galériának az eddig lappangó műveket először a művészetkedvelő nagyközönség elé táró kiállítását fél évvel meghosszabbították.
- A kaposvári képtárat róla nevezték el (Vaszary Képtár). A festő szülőháza ma Vaszary Emlékház.[17]
- 1971. augusztus 20-án a kaposvári Színház parkban mellszobrot avattak emlékére, amit 1992-ben a Zárda utca déli végén található Vaszary kávéház mellé helyeztek át.[18]
- Tatán a II. számú Általános Iskolának 1961 óta: Vaszary János Általános Iskola a neve.
- Tata kertvárosi részén 1961-ben az egyik utcát róla, Vaszary János utcának nevezték el.
- A Vaszary János Általános Iskola előcsarnokában helyezték el az 1988–1989-es tanévben a festőművész mellszobrát.

- Balatonfüred egyik legszebb épülete, a felújított Vaszary-villa 2010-ben reprezentatív Vaszary János-kiállítással nyitotta meg kapuit a nagyközönség előtt. A kiállításon a Vaszary-életműnek elsősorban azokból a darabjaiból válogattak, amelyek a festőművész nagybátyjához, Vaszary Kolos esztergomi érsekhez kötődnek. Ezek mellett a Balaton vidékét megörökítő műalkotások kerültek fókuszba.[19]

- Vaszary János fontos szerepben tűnik fel Lajta Erika Ecsetem a fegyverem című színdarabjában. A Derkovits Gyula festőművészről szóló darabban Vaszary János Derkovits támogatója, egyszersmind színgazdag piktúrája és örömelvű életfelfogása okán Derkovits szöges ellentéte.[20][21]

## Írásai
- Régi és/vagy új reneszánsz. Vaszary János összegyűjtött írásai; összeáll., szerk., bev. Mezei Ottó; Komárom-Esztergom Megyei Önkormányzat Múzeumainak Igazgatósága, Tata, 1994 (Tudományos füzetek Komárom-Esztergom Megyei Múzeumi Szervezet)

## Díjai, elismerései (válogatás)
- 1902 Állami kis aranyérem
- 1928 Olasz állami kitüntetés (Velencei biennálé)
- 1928-tól Künstlerbund Hagen (Bécs) külföldi levelező tagja
- 1929 Aranyérem (Genova)

## Társasági tagsága
- KÚT
- Új Művészek Egyesülete alapító tag és elnök 1923-tól
- Munkácsy-céh